# Tangerine (banque)
Tangerine (anciennement ING Direct Canada) est une banque en ligne canadienne affiliée à la Banque Scotia (Banque de la Nouvelle-Écosse).

## Histoire
Elle fut fondée le 27 avril 1997 par l'institution financière néerlandaise Internationale Nederlanden Groep sous le nom de la Banque ING du Canada (ou ING Direct Canada). L'année suivante signe le début des transactions bancaires en ligne. Au fil des ans, la banque tentera de se forger une image à l'échelle humaine, notamment en insistant sur le retour d'intérêts aux clients. À partir de 2010, ING Direct Canada permet les transactions bancaires via son application mobile.
Le 29 août 2012, la Banque de la Nouvelle-Écosse achète la banque pour 3,13 milliards de dollars. À la suite de cette acquisition, ING Direct Canada annonce le 5 novembre 2013 qu'elle changera son nom pour Tangerine. Ce changement est complété en avril 2014.

## Services
En tant que banque en ligne, les relations avec les clients se font essentiellement via navigateur web ce qui lui permet de s'éviter de nombreux frais associés à des succursales. Uniquement 5 établissements, appelés « Café des finances », offrent des services en personne à Toronto, Montréal, Vancouver et Calgary. L'ouverture d'autres Café par Tangerine, sera proportionnel à l'essor qu'elle connaîtra, il ne serait donc pas impossible que d'autres « Café des finances » se répandent au Canada.